# Diocesi di Holguín
La diocesi di Holguín (in latino Dioecesis Holguinensis) è una sede della Chiesa cattolica a Cuba suffraganea dell'arcidiocesi di Santiago di Cuba. Nel 2021 contava 439.560 battezzati su 1.651.860 abitanti. È retta dal vescovo Emilio Aranguren Echeverría.

## Territorio
La diocesi comprende le province cubane di Holguín e Las Tunas (ad eccezione dei municipi di Colombia e Amancio).
Sede vescovile è la città di Holguín, dove si trova la cattedrale di Sant'Isidoro.
Il territorio è suddiviso in 32 parrocchie.

## Storia
La diocesi è stata eretta da papa Giovanni Paolo II l'8 gennaio 1979 con la bolla Omnium Ecclesiarum sollicitudo, ricavandone il territorio dall'arcidiocesi di Santiago di Cuba.

## Cronotassi dei vescovi
Si omettono i periodi di sede vacante non superiori ai 2 anni o non storicamente accertati.
- Héctor Luis Lucas Peña Gómez (8 gennaio 1979 - 14 novembre 2005 ritirato)
- Emilio Aranguren Echeverría, dal 14 novembre 2005

## Statistiche
La diocesi nel 2021 su una popolazione di 1.651.860 persone contava 439.560 battezzati, corrispondenti al 26,6% del totale.
| anno | popolazione | popolazione | popolazione | presbiteri | presbiteri | presbiteri | presbiteri                | diaconi | religiosi | religiosi | parrocchie |
| anno | battezzati  | totale      | %           | numero     | secolari   | regolari   | battezzati per presbitero | diaconi | uomini    | donne     | parrocchie |
| ---- | ----------- | ----------- | ----------- | ---------- | ---------- | ---------- | ------------------------- | ------- | --------- | --------- | ---------- |
| 1980 | 360.000     | 1.239.829   | 29,0        | 10         | 10         |            | 36.000                    |         |           | 3         | 14         |
| 1990 | 419.000     | 1.500.000   | 27,9        | 18         | 13         | 5          | 23.277                    |         | 6         | 7         | 16         |
| 1999 | 434.000     | 1.600.000   | 27,1        | 26         | 21         | 5          | 16.692                    | 2       | 6         | 38        | 16         |
| 2000 | 434.000     | 1.600.000   | 27,1        | 26         | 21         | 5          | 16.692                    | 4       | 6         | 35        | 23         |
| 2001 | 431.000     | 1.600.000   | 26,9        | 27         | 22         | 5          | 15.962                    | 4       | 6         | 39        | 23         |
| 2002 | 433.000     | 1.606.000   | 27,0        | 29         | 24         | 5          | 14.931                    | 4       | 6         | 40        | 23         |
| 2003 | 435.000     | 1.600.000   | 27,2        | 30         | 25         | 5          | 14.500                    | 3       | 6         | 40        | 23         |
| 2004 | 435.000     | 1.600.000   | 27,2        | 30         | 25         | 5          | 14.500                    | 3       | 6         | 43        | 23         |
| 2006 | 435.000     | 1.605.000   | 27,1        | 37         | 32         | 5          | 11.756                    | 2       | 7         | 39        | 28         |
| 2013 | 442.600     | 1.650.000   | 26,8        | 31         | 23         | 8          | 14.277                    | 1       | 10        | 45        | 28         |
| 2016 | 444.660     | 1.655.721   | 26,9        | 31         | 24         | 7          | 14.343                    | 4       | 10        | 54        | 32         |
| 2019 | 444.540     | 1.655.700   | 26,8        | 36         | 24         | 12         | 12.348                    | 5       | 14        | 43        | 32         |
| 2021 | 439.560     | 1.651.860   | 26,6        | 34         | 22         | 12         | 12.928                    | 5       | 15        | 42        | 32         |